# Šatov (stacja kolejowa)
Šatov – stacja kolejowa w Šatovie, w kraju południowomorawskim, w Czechach. Znajduje się na wysokości 250 m n.p.m.
Jest zarządzana przez Správę železnic. Na stacji nie ma możliwości zakupu biletów, a obsługa podróżnych odbywa się w pociągiu.

## Linie kolejowe
- 248 Znojmo - Retz